# Cephalaria dirmilensis
Cephalaria dirmilensis là một loài thực vật có hoa trong họ Kim ngân. Loài này được Hub.-Mor. mô tả khoa học đầu tiên năm 1979.